# Елберт (Тексас)
Елберт (енгл. Elbert) насељено је место без административног статуса у америчкој савезној држави Тексас.

## Демографија
По попису из 2010. године број становника је 30, што је 26 (-46,4%) становника мање него 2000. године.
| Група             | 2000.      | 2010.      |
| Белци             | 52 (92,9%) | 29 (96,7%) |
| Афроамериканци    | 0 (0,0%)   | 0 (0,0%)   |
| Азијати           | 0 (0,0%)   | 0 (0,0%)   |
| Хиспаноамериканци | 0 (0,0%)   | 0 (0,0%)   |
| Укупно            | 56         | 30         |